# Du é inte man
Du é inte man är en låt av den svenska punkrockgruppen Noice. Låten släpptes som den femte låten på deras album Tonårsdrömmar släppt 1979. "Du é inte man" skrevs av basisten Peo Thyrén.
Låten var B-sidan till deras debut singel "Television" släppt 1979.
"Du é inte man" finns med på samlingsalbumen H.I.T.S., Svenska popfavoriter och 17 klassiker.

## Musiker
- Hasse Carlsson – sång/gitarr
- Peo Thyrén – elbas
- Freddie Hansson – klaviatur
- Robert Klasen – trummor